# Raymond (Dakota del Sud)
Raymond è un comune (town) degli Stati Uniti d'America della contea di Clark nello Stato del Dakota del Sud. La popolazione era di 50 abitanti al censimento del 2010.

## Geografia fisica
Raymond è situata a 44°54′43″N 97°56′19″W (44.911877, -97.938477).
Secondo lo United States Census Bureau, la città ha una superficie totale di 0,68 km², dei quali 0,68 km² di territorio e 0 km² di acque interne (0% del totale).
A Raymond è stato assegnato lo ZIP code 57258 e lo FIPS place code 53260.

## Storia
Un ufficio postale chiamato Raymond era in funzione dal 1882. Raymond fu mappata nel 1883. La città deve il suo nome in onore di J. M. Raymond, un ingegnere ferroviario.

## Società

### Evoluzione demografica
Secondo il censimento del 2010, la popolazione era di 50 abitanti.

### Etnie e minoranze straniere
Secondo il censimento del 2010, la composizione etnica della città era formata dal 98% di bianchi, il 2% di afroamericani, lo 0% di nativi americani, lo 0% di asiatici, lo 0% di oceanici, lo 0% di altre etnie, e lo 0% di due o più etnie. Ispanici o latinos di qualunque etnia erano il 2% della popolazione.